# Djouroum
Djouroum est un village de la région du Nord au Cameroun. Situé dans la commune de Rey-Bouba dans le département du Mayo-Rey, à proximité de la frontière avec le Tchad, il fait partie du lamidat de Rey-Bouba.

## Population
Lors du recensement de 2005, le village comptait 372 habitants

## Géographie
La Commune de Rey-Bouba est parcourue par quelques cours d’eau dont le plus important est le Mayo-Rey qui traverse la
commune sur presque toute sa longueur.

## Climat
Le climat dans l'arrondissement est semi-aride de type saoudien. Il existe deux saisons : une saison des pluies qui se déroule d'avril à octobre et une saison sèche de novembre à mars.

## Environnement
La végétation de l'arrondissement est la brousse, elle abrite de nombreuses espèces animales. On peut retrouver des antilopes, des buffles et des grands félins.

## Économie
L'agriculture est la principale activité économique pratiquée par les habitants de l'arrondissement. On cultive principalement du maïs, du manioc et de la pomme de terre pour la consommation et la production de coton, d'arachide et de soja sont destinées à la vente.
L'élevage est principalement extensif. Les éleveurs sont concentrés autour de campements dans plusieurs villages de l'arrondissement.